# Přemysl Krbec
Premysel Krbec (Litovel, Protectorado de Bohemia y Moravia, 28 de enero de 1940 - 31 de agosto de 2021) fue un gimnasta artístico checoslovaco especialista en la prueba de salto de potro, con la que consiguió ser campeón mundial en 1962.

## Carrera deportiva
En el Mundial de Praga 1962 ganó la medalla de bronce en el concurso por equipos —tras Japón y la Unión Soviética— y la medalla de oro en salto de potro, quedando situado en el podio por delante del japonés Haruhiro Yamashita que ganó la plata, y del soviético Boris Shakhlin y otro japonés Yukio Endo que empataron en la medalla de bronce.